# Феодосий (Атанасиу)
Епи́скоп Феодо́сий (рум. Episcopul Teodosie, в миру Теодо́р Атанаси́у, рум. Teodor Atanasiu; 1851, Саскут, жудец Бакэу — 7 февраля 1927, монастырь Нямц) — епископ Румынской православной церкви, епископ Романский. Известен переводом на румынский язык комментариев святителя Иоанна Златоуста к посланиям апостола Павла.

## Биография
Родился в 1851 году в Саскуте (ныне жудец Бакэу) в семье священника Теодора Атанасиу, получив имя Теодор при крещении. Окончил начальную и среднюю школу в родном городе.
Он учился в духовной семинарии низшего степени в Романе, затем в духовной семинарии высшей степени в Монастыре Сокола, которую он окончил в 1871 году. После окончания учебы он женился и был в том же году становится диаконом кафедрального собора в Романе, где он служил до 1880 года.
В 1880 году он был рукоположен в священники, после чего служил в храме святого императора Константина и его матери Елены в Бакэу. В то же время епископ Мелхиседек (Штефанеску) назначил его президентом епархиального совета. В 1881 году им же был назначен протопопом (благочинным) округа Бакэу. Он работал в этой должности до 1892 года, выполняя свои обязанности с большой ответственностью.
Овдовев в 1892 году, он отправился в Афины, где 1893—1897 годы обучался на богословском факультете Афинского университета, где он приобрёл глубокие знания греческого языка, а в 1897 году получил степень лиценциата по теологии. Получил степень бакалавра в 1897 году. В 1898 годы назначен архимандритом кафедры (викарием) в Романе.
В 1899 году митрополит Молдавский и Сучавский Иосиф (Наниеску) вызвал его в Яссы и назначил его настоятелем церкви святого Спиридона. Здесь, в дополнение к своей социально-миссионерской деятельности в больнице, которая принадлежала той же церкви, он также имел богатую научную деятельность, поскольку он переводил с греческого на румынский комментарии Иоанна Златоуста к посланиям апостола Павла. Поскольку митрополит Иосиф благоволил архимандриту Феодосию, то присвоил ему звание митрофорного архимандрита в день своего 25-летия епископского служения. После смерти митрополита Иосифа и восхождением на митрополичью кафедру Парфения (Клинчени), последний уволил его в 1902 году с должности настоятеля храма святого Спиридона, которая нужна была для своего викария Геннадия (Джорджеску). В том же году он вернулся в Романскую епархию в качестве настоятеля церкви «Precista Mare» в Романе, продолжая свою социально-миссионерскую и переводческую деятельность до 1909.
21 мая 1909 года был рукоположен в сан викарного епископа в Угро-Валашской митрополии с титулом «Плоештский» и стал настоятелем в церкви «Domnița Bălașa» в Бухаресте. С июля 1911 года по февраль 1912 был временным управляющим Ясской архиепископии и Угро-Валашской митрополии.
4 февраля 1912 года он был избран епископом Романским, где он был служил до 1 февраля 1923 года, когда он вышел в отставку.
Он отошёл к Господу 7 февраля 1927 года в Монастыре Ням.